# Илертисен
Илертисен (њем. Illertissen) град је у њемачкој савезној држави Баварска. Једно је од 17 општинских средишта округа Ној-Улм. Према процјени из 2010. у граду је живјело 16.465 становника. Посједује регионалну шифру (AGS) 9775129.

## Географски и демографски подаци
Илертисен се налази у савезној држави Баварска у округу Ној-Улм. Град се налази на надморској висини од 513 метара. Површина општине износи 36,4 km². У самом граду је, према процјени из 2010. године, живјело 16.465 становника. Просјечна густина становништва износи 452 становника/km².

## Међународна сарадња
| Мјесто | Држава    | Врста сарадње | Од    |
| ------ | --------- | ------------- | ----- |
| Локет  | Чешка     | партнерство   | 1999. |
| Карнак | Француска | партнерство   | 1974. |
| Извор  |           |               |       |